# Accident au Gumball 3000 2007
Le Gumball 3000 de 2007 s'est terminé tôt à la suite d'un accident de la circulation le 2 mai 2007, au cours duquel deux personnes sont mortes. L'accident a impliqué deux véhicules, le premier étant une Porsche 997 Turbo TechArt qui participait au rallye et le second une Volkswagen Golf. Ce dernier n'était pas impliqué dans le rallye. Vladimir Chepunjoski, le conducteur de la Golf, est décédé sur les lieux. La passagère, Margarita Chepunjoski, a été transportée d'urgence à l'hôpital mais est décédée deux jours plus tard des suites des blessures subies dans l'accident. Le conducteur et le passager de la Porsche n'ont pas été grièvement blessés.

## Gumball 3000
Le Gumball 3000 est un rallye international annuel de 3000 miles (4 800 km) qui se déroule sur la voie publique, qui parcourt le monde. Bien qu'organisé comme un rallye sans chronométrage officiel ni prix pour avoir atteint les points de contrôle en premier, pendant le rallye, certains participants ont été condamnés à des amendes pour excès de vitesse et autres infractions routières par la police dans les pays qu'ils ont traversés, voitures ont été confisquées et le rallye de 2007 a été annulé après qu'une voiture participant au rallye a été impliquée dans une collision mortelle avec un véhicule non participant. Bien que les organisateurs veillent à souligner qu'il s'agit d'un rallye et non d'une course il est parfois appelé course de rue,,.

## Collision
Le 2 mai 2007, les participants au rallye traversaient la République de Macédoine sur un itinéraire allant de la frontière gréco-macédonienne près de Bitola jusqu'à la frontière avec l'Albanie, près de la ville de Struga. L'accident de la circulation s'est produit sur l'autoroute M4, à l'entrée de la ville de Struga, à environ 10 km du poste frontalier macédonien-albanais. 
La Porsche a heurté une Volkswagen Golf venant en sens inverse, qui tournait à gauche sur la route principale à partir d'une route secondaire et conduisait dans la direction opposée de la Porsche. La Porsche a frappé de plein fouet la Golf et l'accident a poussé les deux véhicules hors de la route. 
Une vidéo des conséquences immédiates a ensuite été publiée sur YouTube et sur plusieurs autres résaux sociaux. 
Le conducteur et le passager de la Golf ont été gravement blessés. Le conducteur et le passager de la Porsche semblaient pratiquement indemnes, et ils ont été immédiatement récupérés par un autre véhicule participant au rallye, une BMW M6, et ont été signalés à un poste de police voisin où un test d'haleine a montré qu'aucun alcool n'était impliqué. Ils ont été arrêtés par la police macédonienne pour avoir mis en danger la circulation. Les victimes signalées dans l'accident étaient le conducteur de la Golf, Vladimir Chepunjoski, âgé de 67 ans, décédé en se rendant à l'hôpital, et son épouse Margarita Chepunjoski, décédée à l'hôpital le 4 mai des suites des blessures subies lors de l'accident,. 
Nicholas Morley a été libéré sous caution de 17 000 £ et a remis son passeport pour rentrer chez lui. Il lui a été demandé de retourner en Macédoine si un tribunal l’appelait à l’avenir ; cependant, pendant ce temps, le deuxième décès a été confirmé par l'hôpital et il a donc été arrêté à nouveau le lendemain à Skopje, alors qu'il montait à bord d'un jet privé. Après cette deuxième arrestation, il a été maintenu en détention jusqu'au procès.

## Procès
Au tribunal, l'accusation a allégué une vitesse de 161 km/h alors que la défense s'y est opposée en disant que la vitesse du véhicule entrant n'était pas prise en compte et que sa vitesse de conduite n'était que de 70 à 75 km/h. 
Après le verdict de condamnation, Nicholas Morley a publié une déclaration détaillant les conclusions de son propre expert, qui contredisent celles de l'expert de l'accusation. Le communiqué affirme également que la défense n'a pas eu la possibilité de présenter les conclusions de son expert, ce qui pourrait contrevenir à l'article 6 de la Convention européenne des droits de l'homme, le droit à un procès équitable. 
Le Tribunal de Struga a condamné Nicholas Morley à deux ans de prison avec sursis pour avoir causé la mort de Vladimir Cepuljoski et son épouse Margit.

## Conséquences
Les organisateurs du rallye ont initialement poursuivi le rassemblement malgré l'accident, dans un communiqué officiel ultérieur, les organisateurs ont déclaré que les détails clairs de l'accident et la confirmation d'un décès n'étaient survenus que quelques heures après le briefing, date à laquelle la décision d'annuler le reste du rallye a été faite. Adidas, sponsor du Gumball 3000 de 2007, s'est immédiatement retiré en tant que sponsor du rallye et a retiré toutes les marchandises liées au Gumball 3000 du marché international. 